# Algonquin (Illinois)
Algonquin is een plaats (village) in de Amerikaanse staat Illinois, en valt bestuurlijk gezien onder Kane County en McHenry County.

## Demografie
Bij de volkstelling in 2000 werd het aantal inwoners vastgesteld op 23.276.
In 2006 is het aantal inwoners door het United States Census Bureau geschat op 29.886, een stijging van 6610 (28,4%).

## Geografie
Volgens het United States Census Bureau beslaat de plaats een oppervlakte van
25,9 km², waarvan 25,5 km² land en 0,4 km² water.

## Plaatsen in de nabije omgeving
De onderstaande figuur toont nabijgelegen plaatsen in een straal van 8 km rond Algonquin.